# Последгол
Последгол (последствия голода) — Центральная комиссия при ВЦИК по борьбе с последствиями голода 1921 года. Создана вместо Помгола на основе постановления ВЦИК от 7 сентября 1922. Председатель — М. И. Калинин, заместитель — А. Н. Винокуров и П. Г. Смидович.
В состав её входили представители Госплана, ВЦСПС, Деткомиссии ВЦИК, Наркомзема, РОКК, Международного рабочего комитета помощи голодающим и др. Руководила губернскими и уездными комиссиями Последгол. Помимо РСФСР, Последгол действовали при ЦИК Украины, Белоруссии и в ЗСФСР. В октябре 1922 в соответствии с решением ЦК РКП(б) была создана Центральная комиссия Последгол при ВЦСПС. Материальные средства комиссии Последгол получали от государства; собирались пожертвования среди населения. Пострадавшим районам были предоставлены: ссуда для весеннего сева 1923 (26 млн пудов), налоговые льготы, материальная помощь крестьянам, беженцам, беспризорным детям. Последгол ликвидирована с 1 августа 1923.